# Mars-mező (Párizs)
A Mars-mező (franciául Champ-de-Mars, IPA: [ʃɑ̃ də maʁs]) nyilvános park Franciaország fővárosában, Párizsban, a VII. kerületben. A Mars-mezőt északnyugatról az Eiffel-torony, délkeletről pedig az École militaire katonai akadémia határolja. Nevét a római Mars istenről kapta, ma a párizsiak és a turisták kedvelt kirándulóhelye.
A mező hossza az avenue Gustave Eiffel és az avenue de La Motte-Picquet között 780 méter. Szélessége 220 méter az allée Thomy Thierry és az allée Adrienne Lecouvreur között. A parkban futók minden egyes kör alatt kicsit kevesebb, mint 2 kilométert tesznek meg.

## Története

### A név eredete
A Mars-mező nevét a Rómában található Mars-mező után kapta, amely a római hadsereg egyik gyakorló- és gyülekezőtere volt. A név a római hadiistenre, Marsra utal. A római Mars-mező a város falain kívül volt, a hagyomány szerint Romulus építtetett egy Marsnak szentelt templomot itt.
A gall háborúk során Julius Caesar légiói elfoglalták a mai Franciaország területének nagy részét, sorra győzve le a helyi törzseket. Párizs környékét a Parisii törzs uralta, akiket véres csatában győztek le a rómaiak az egykori Grenelle település területén. A bátran harcoló legyőzöttek emlékére a csata színhelyét Mars istennek szentelték.
A név eredetére más legendákat is kitaláltak az idők során, de ezek közül mára egyet sem tartanak komolynak. Az egyik ilyen legenda, miszerint az Újvilágból Európába hozott krumpli termesztését kezdetben megtiltották, de 1748-ban éhínség sújtotta Európát és ezért a francia parlament engedélyezte, hogy az országban krumplit termesszenek. Az első veteményt az év márciusában (franciául mars), a város melletti mezőn létesítették, amely így kapta a Champ-de-Mars nevet.

### A római kortól a forradalomig

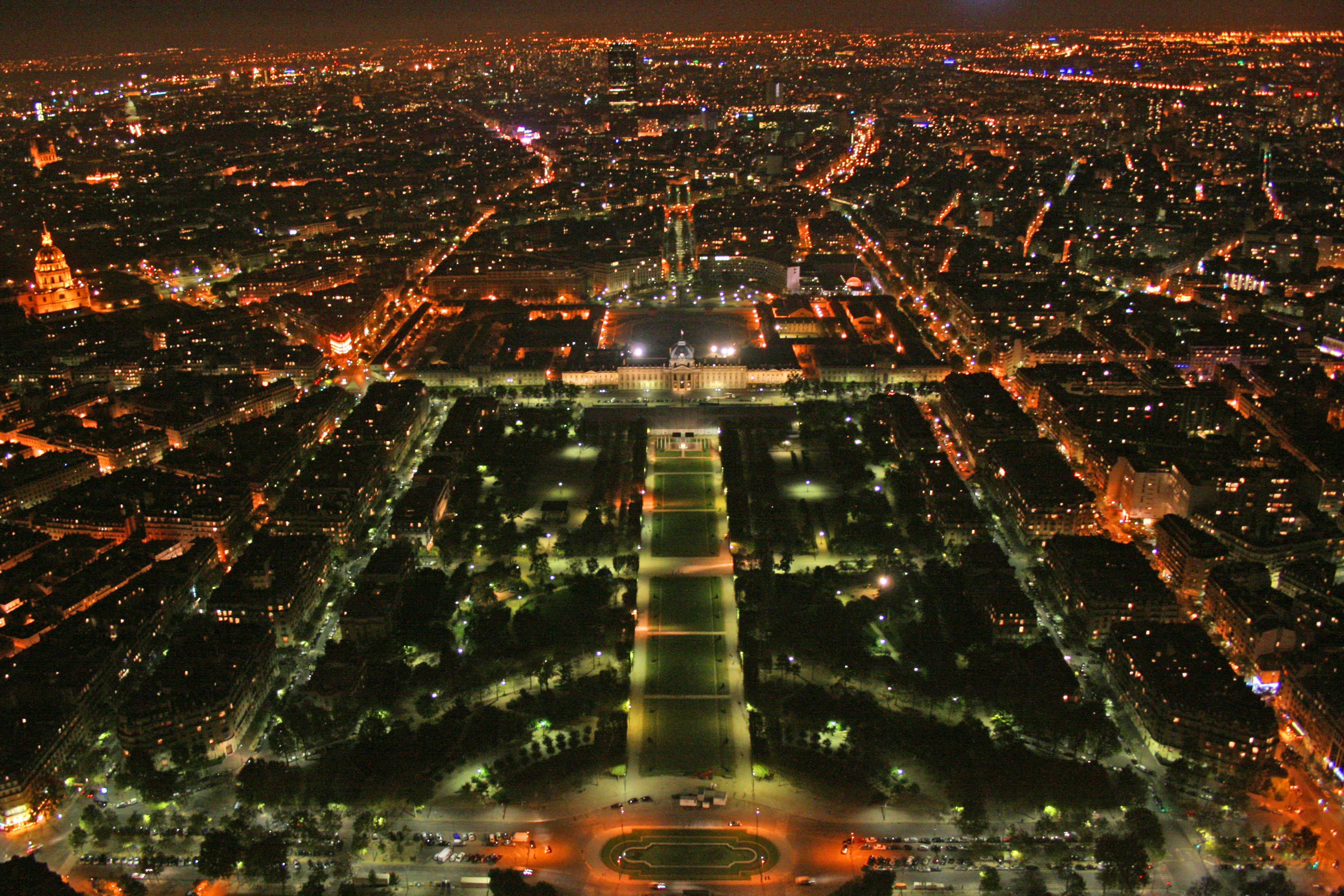
A Mars-mező éjszaka

A Mars-mező a város falain kívül helyezkedett el, ezért a vidékhez tartozott, egy részén – Grenelle – zöldségeket termesztettek. A fővároshoz közel található síkságon gyakran táborozott vagy vonult fel katonaság, de csak 1965-ben épült meg a mező délkeleti szélén az École militaire katonai akadémia. Az akadémia hallgatóinak manővereit, gyakorlatait az iskolától délre, a mai place de Fontenoy tér helyén található mezőre tervezték. Később mégis a Mars-mezőre esett a választás: a terep egyenetlenségeit elsimították, a téren áthaladó sugárút két oldalára fákat ültettek, a sétányt kerítéssel szegélyezték.

## A francia forradalom alatt

### Fête de la Fédération

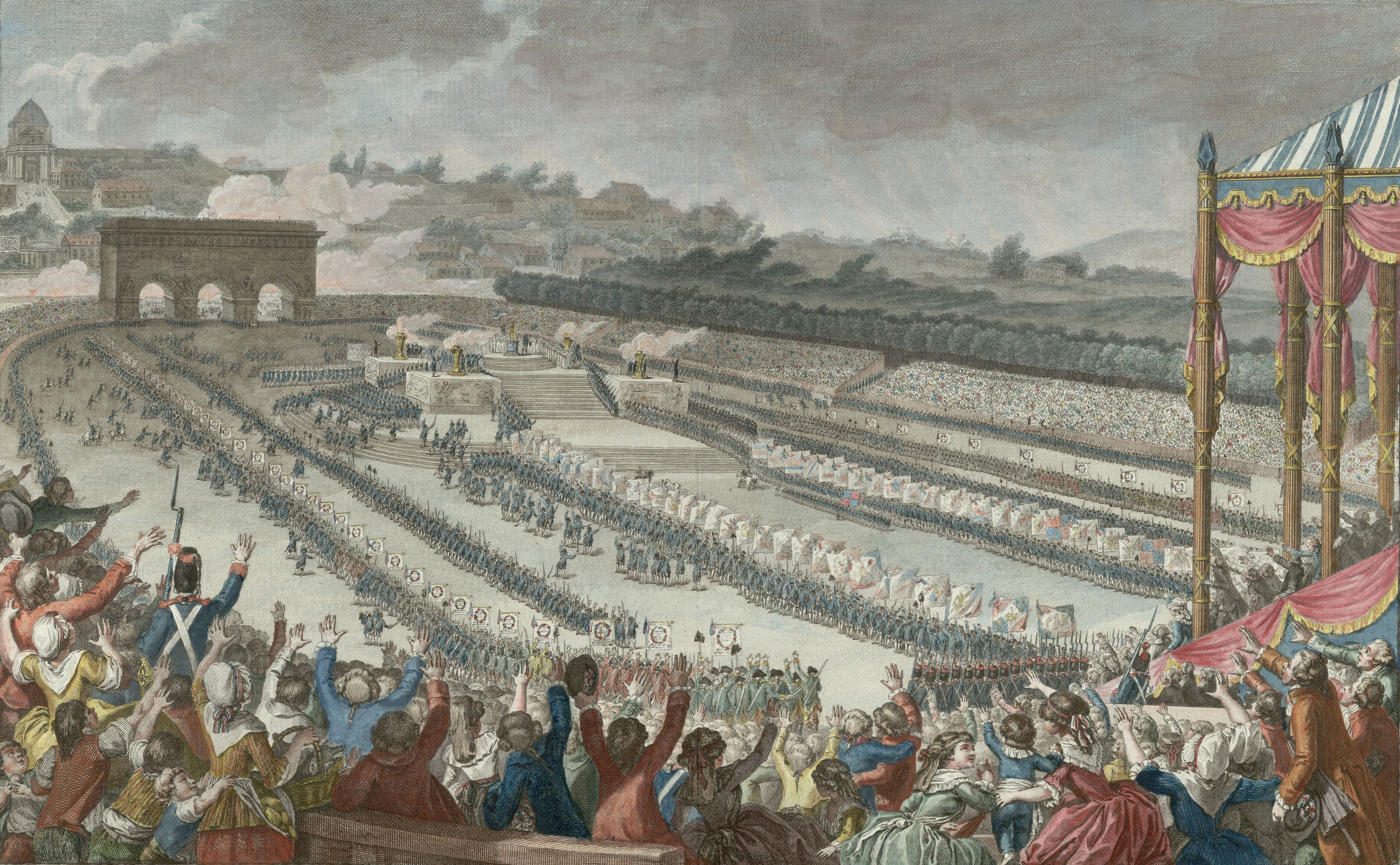
1790-ben több százezer párizsi vett részt a Fête de la Fédération ünnepén

A Bastille lerohanásának első évfordulóján, 1790. július 14-én ünnepelték a franciák a fête de la Fédération (kb. a szövetség ünnep) napját a Mars-mezőn. Korabeli becslések szerint 300 000 fő gyűlt össze a mezőn, hogy részese legyen a de Talleyrand-Périgord által irányított ünnepségnek, amelynek során XVI. Lajos francia király esküt tett az alkotmányra, amelynek szövegét La Fayette olvasta fel.

### A Mars-mezei sortűz
A Cordeliers klub Danton és Desmoulins vezetésével köztársaságpárti aláírásgyűjtésbe kezdett. A petíciót július 15-én Mars-mezőn felállított oltárra helyezték, ahol hatalmas tömeg gyűlt össze a petíció aláírására (amelyben a királyság visszaállításának eltörlését követelték). Az alkotmányozó nemzetgyűlés azonban saját kezében akarta tartani az eseményeket, ezért elrendelte a gyűlés feloszlatását. Bailly, Párizs polgármestere, rendkívüli állapotot hirdetett ki és kivezényelte a térre a nemzetőrséget. La Fayette hiába próbált szót érteni a tömeggel, mire Bailly július 17-én tűzparancsot adott. A sortűz eredménye kb. 50 halott és több száz sebesült. A tömeget végül a nemzetőrség lovasrohammal szórta szét.

### Bailly kivégzése
A sortűz, amelyet később a nép elleni bűntettnek nyilvánítottak, még egy áldozatot szedett: Jean Sylvain Bailly, Párizs akkori polgármestere viharos gyorsasággal vesztette el népszerűségét és november 12-én le kellett mondania tisztségéről. 1793 júliusában letartóztatták, és tanúként akarták felhasználni a Mária Antónia francia királyné elleni perben. Bailly azonban a királynő mellett tanúskodott, ami a királynő elítélése után az ő sorsát is megpecsételte. Perére 1793. november 9–10. között, kivégzésére, amelyhez a guillotine-t szimbolikusan a Mars-mezőn, bűnei színhelyén állították fel, november 12-én került sor.

### A Legfelsőbb Lény ünnepe
Az új forradalmi naptár alapján prairial 20-án (1794. június 8-án) került sor a Mars-mezőn a Legfelsőbb Lény (l'Être suprême) ünnepére, amelyet Jacques-Louis David szervezett. Az ünnepség, amelyen Robespierre elnökölt, a forradalom csúcspontjának számít - alig két hónappal később, július 28-án kivégezték.

## A 19. században

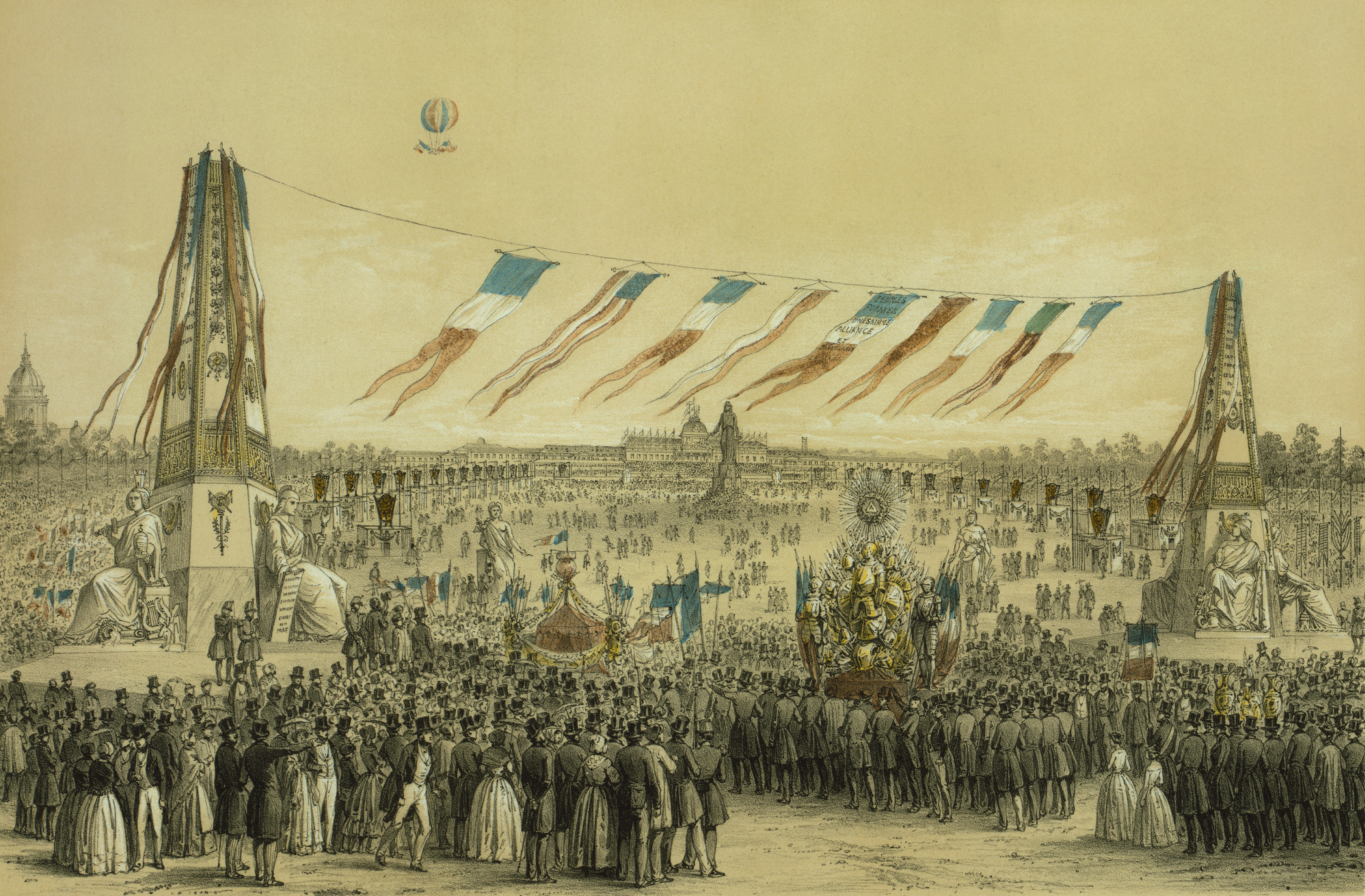
Az 1848-as Fête de la Concorde

1848. május 21-én a Mars-mezőn rendezték a Fête de la Concorde („Egyetértés ünnepe”) ünnepséget. A párizsi világkiállítás a mezőn felállított hatalmas épületben kapott helyet 1867-ben, 1878-ban, 1889-ben és 1900-ban. Az 1889-es világkiállításra építették fel, Gustave Eiffel tervei alapján, azt a hatalmas tornyot a Mars-mező szélén, amely később az ő nevét viselte.
A különféle kisebb kiállítások és rendezvények mellett itt szervezték meg 1900. évi nyári olimpiai játékok két versenyszámát, a tőr és kardvívást (mindkettőt francia sportoló nyerte az amatőr kategóriában).

## A 20. században és napjainkban
A Champ-de-Mars napjainkra hatalmas, nyilvános parkká fejlődött, a párizsiak és a turisták kedvelt kirándulóhelye, számos ingyenes koncertet vagy más eseményt is rendeznek itt.
1995. július 14-én az UNESCO megalapításának 50. évfordulója alkalmából Jean-Michel Jarre hatalmas koncertet adott itt, amelyet a becslések szerint 1,5 millió ember látott élőben.
2000. június 10-én az Eiffel-torony lábánál felállított színpadon Johnny Hallyday adott koncertet, amelyet kb. 600 000 ember látott élőben és 10 millió fő nézte a televíziós közvetítést.
2007. július 14-én rendezték a concert de la Fraternité koncertet, amelyet Nicolas Sarkozy köztársasági elnök nyitott meg, a koncerten Michel Polnareff, Nelly Furtado, Bob Sinclar, a Tokio Hotel és Laura Pausini lépett fel kb. 600 000 néző előtt. 2009. július 14-én becslések szerint 1 millió fő látta Johnny Hallyday koncertjét és az azt követő tűzijátékot, amelyet az Eiffel-torony 120. évfordulója alkalmából rendeztek.
Az 1995-ben alakult Les amis du Champ-de-Mars alapítvány, amely 2005-ben felvette az Association de défense des usagers et des riverains du Champ-de-Mars nevet, foglalkozik a park védelmével és népszerűsítésével.

## Emlékművek és épületek
Emlékművek és szobrok
- Gustave Eiffel szobra
- Lucien Guitry szobra
- Gustave Ferrié szobra
- Joseph Joffre marsall lovasszobra

- Az emberi jogok emlékműve (Monument des Droits de l'Homme)
- Békefal (Mur pour la paix)

Egyéb építmények
- két játszótér, az egyiken egy körhinta is található
- két kis sportpálya, az egyik teremfoci, a másik kosárlabdapálya
- zenepavilon
- bábszínház
- lovaglópálya póniknak

## A francia kultúrában
A Le Promeneur du Champ-de-Mars francia filmet Robert Guédiguian rendezte. A 2005-ben bemutatott film François Mitterrand utolsó napjait kíséri figyelemmel, aki az avenue Frédéric-Le-Play-en lakott és gyakran sétált a közeli Mars-mezőn.

## Fordítás
- Ez a szócikk részben vagy egészben  a   Champ-de-Mars (Paris) című francia Wikipédia-szócikk ezen változatának fordításán alapul.  Az eredeti cikk szerkesztőit annak laptörténete sorolja fel. Ez a jelzés csupán a megfogalmazás eredetét és a szerzői jogokat jelzi, nem szolgál a cikkben szereplő információk forrásmegjelöléseként.